# Le Deuxième Monde
Le Deuxième Monde est un monde virtuel créé par Canal+ Multimedia et Cryo Interactive,  ouvert en 1997 et fermé en février 2002. Il est plutôt considéré comme un logiciel d'immersion dans une réalité virtuelle (un monde virtuel) que comme un véritable jeu vidéo.
Il permet aux joueurs d'évoluer, par le biais de leur avatar, dans une reconstitution de Paris en 3D ; formant ainsi une communauté virtuelle dont les membres se surnomment « les Bimondiens ». D'abord présenté sur un cédérom payant avec un moteur réalisé par Cryo, le jeu est converti fin 1998 en VRML et accessible via le plugin Blaxxun, gratuitement. À l'époque, le Deuxième Monde représente une nouveauté révolutionnaire qui n'a que peu d'équivalents dans le monde. Il est un des précurseurs du jeu Second Life et un des premiers métavers.
Numériland est la régie publicitaire exclusive du Deuxième monde qui commercialise pour la première fois dans un univers en 3D des boutiques entièrement créées sur mesure pour des marques. Le logiciel Avatar Studio diffusé gratuitement permet de créer l'avatar de son choix.
Le Deuxième Monde est laissé à l'abandon en 2001 par les nouveaux dirigeants de Canal+ après la fusion avec Vivendi-Universal. L'Association des Bimondiens (ADB), une association loi de 1901, est créée par les utilisateurs de la communauté pour en reprendre la gestion et l'animation,. En 2002, Canal+ met finalement un terme à l'aventure du Deuxième Monde, malgré les pressions de l'association pour le maintenir ou le reprendre.

## Musique
La bande-originale du Deuxième Monde a été composée par Pierre Estève.

## Documentaire
- Documentaire radio : Sonia Kronlund (coordinatrice) ; Jeanne Mayer (reportage) ; Anne Depelchin avec Anne Lise Assada (réalisation) ; Éric Boisset (mixage), « Sylvie3600 et Bolly Coco : sur les traces des métavers », Les Pieds sur terre (France culture),‎ 26 avril 2022 (lire en ligne)